# Gemeinde Dobje

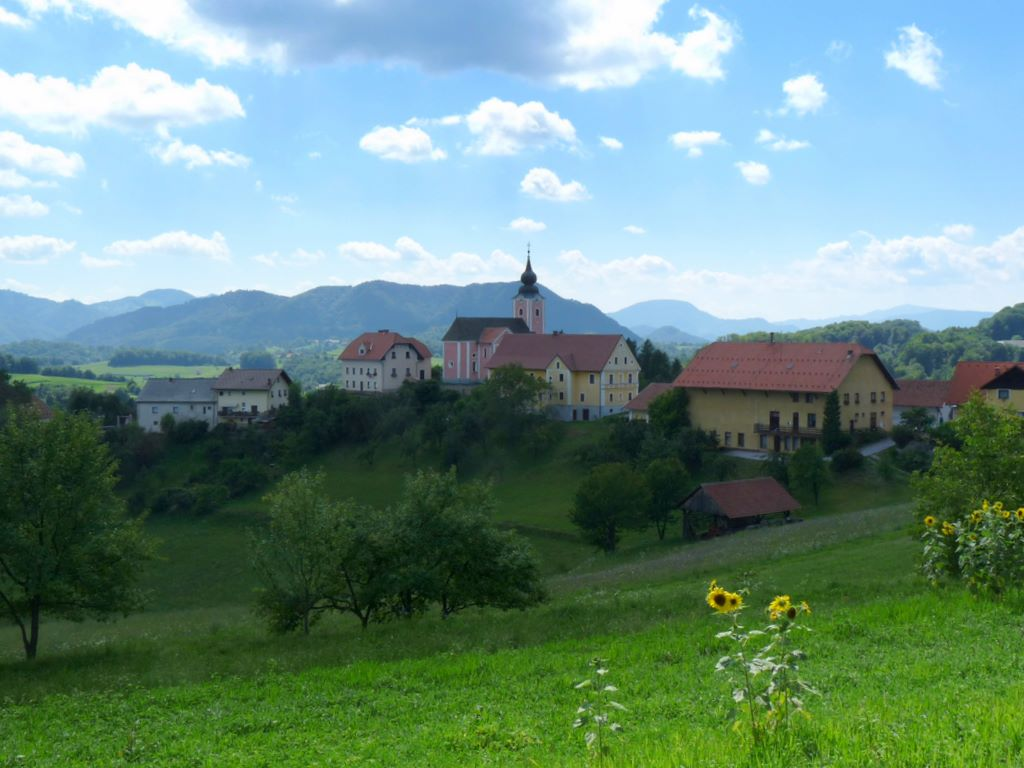
Dobje pri Planini

Dobje ist eine Gemeinde in der Region Spodnja Štajerska, in Slowenien.
Die aus 13 Ortschaften und Weilern bestehenden Gesamtgemeinde mit dem Hauptort Dobje pri Planini liegt in der Kozjanko im östlichen Bergland Posavsko hribovje, 20 km von Celje entfernt. Verwaltungssitz ist die Ortschaft Dobje pri Planini.

## Ortsteile
- Brezje pri Dobjem (dt.: Roteneck)
- Dobje pri Planini (dt.: Sankt Peter)
- Gorica pri Dobjem (dt.: Eckenstein)
- Jezerce pri Dobjem (dt.: Seedorf)
- Lažiše (dt.: Lassen)
- Presečno (dt.: Proschitzno)
- Ravno (dt.: Raune)
- Repuš (dt.: Rapusch)
- Slatina pri Dobjem (dt.: Slattina)
- Suho (dt.: Trockenthal)
- Škarnice (dt.: Sankt Ruprecht)
- Večje Brdo (dt.: Wetschenberg)
- Završe pri Dobjem (dt.: Planinz)

## Nachbargemeinden
|       | Šentjur                                     |         |
| Laško | Kompassrose, die auf Nachbargemeinden zeigt | Šentjur |
|       | Šentjur                                     |         |